# 涼那
涼那（すずな、2000年9月14日 - ）は、日本のモデル。
京都府出身。トラペジスト所属。

## 来歴
高校時代
京都のバスケ強豪校にバスケ推薦で入学。京都府選抜に選出されたり、京都府２位になるなど活躍を見せる。ウィンターカップ後に、3 x 3の大会に出場し、全国5位を獲得。
大学時代
京都外国語大学に入学、グローバル観光学科を選択。在学中の2021年にTRAPEZISTE所属、2022年にAbemaTV「シャッフルアイランド season3」に出演し注目を浴びる。

## 人物
- 特技は、バスケ(歴11年)
- 趣味は、旅行、ドライブ、サウナ、ドライブ、カフェ巡り
- 好きなものは、洋服、餃子、海鮮、お寿司

## 出演

### テレビ
- Lemino「PHOENIX BATTLE」アシスタント
- AbemaTV「シャッフルアイランドseason3」
- テレビ埼玉「MID TV」
- テレビ朝日「見取り図じゃん」

### 雑誌
- Meets (表紙)
- NYLON JAPAN
- JTBムック本(表紙)
- ヤングジャンプ
- GoodsPress 2024年11月号「整え！隣のサウナガール」

### MV
- あたらよ「雫」

### WEB
- WIND AND SEA
- LOUNIE
- SALOON
- ryuryumall
- kate spade
- PUBLIC TOKYO
- tutuanna
- Tuche
- SPINNS
- Lulu & Arnie
- FASHION LETTER
- Ocean Pacific
- FILA
- WACOAL
- Narcissus yueni/VERSEAU
- Nmerry
- ALTROSE
- Fiore Bianca
- アーバンリサーチ
- セシレーヌ

### 広告
- TOYOTAのサスティナビリティ「高齢ドライバーと、どう向き合うか」
- IR JAPAN
- UNIQLO
- 阪急百貨店
- 西善商事
- 神戸松蔭女子学院大学
- STUDIO Fameux
- 近江屋
- RUCCA
- グンゼ「Tuche」
- HAKARA

### SHOW
- マイナビ TGC in 大阪・関西万博 2025
- 神戸コレクション2022AW/2023SS
- ベルエベルコレクション
- 東京ゲームショウ2023
- 御堂筋ビューティーコレクション
- 上田安子服飾専門学校
- バンタンデザイン研究所
- Fiore Bianca Show

### イベント
- Jacob & co. 広田雅将登壇イベント MC
- Hi-sai outdoor Market2024 MC
- ものづくり・匠の技の祭典2023 アシスタントMC